# Mimosybra flavomaculata
Mimosybra flavomaculata es una especie de escarabajo del género Mimosybra, familia Cerambycidae. Fue descrita científicamente por Breuning en 1964.
Se distribuye por Filipinas. Posee una longitud corporal de 7,5 milímetros.